# عديمات العروق
عديمات العروق (الاسم العلمي:†Aneurophytales) هي رتبة منقرضة من النباتات الوعائية المبكرة التي تعتبر أكثر بدائية من عاريات البذور البدائية، لذلك فهي على الأرجح أقدم الأشجار المنتجة للخشب. أنتجت أبواغاً بدلاً من البذور. كانت عديمات العروق تفتقر إلى الاوراق الكبيرة حيث كانت تنتج وريقات بدائية.